# Ivanivka (Ocna), Bârzula
Ivanivka (în ucraineană Іванівка) este un sat în comuna Ocna din raionul Bârzula, regiunea Odesa, Ucraina.

## Demografie
Componența lingvistică a localității Ivanivka
     Ucraineană (78,91%)
     Română (17,19%)
     Rusă (3,91%)
Conform recensământului din 2001, majoritatea populației localității Ivanivka era vorbitoare de ucraineană (78,91%), existând în minoritate și vorbitori de română (17,19%) și rusă (3,91%).

## Vezi și
- Românii de la est de Nistru